# Veliký Novgorod
Veliký Novgorod (rusky Великий Новгород; název znamená „Veliké Nové město“), do roku 1999 Novgorod, je starobylé město v západním Rusku, zhruba 160 km jihovýchodně od Petrohradu. Je centrem Novgorodské oblasti. Žije zde přibližně 222 tisíc obyvatel.

## Historie
První zmínka o existenci Novgorodu pochází z roku 862 v souvislosti s příchodem varjažského náčelníka Rurika. Město však vzniklo až později, archeologicky doložitelné je osídlení v polovině 10. století. Knížecí dvůr v polovině 11. století přenesl Jaroslav Moudrý dolů po proudu řeky Volchov tak, aby se dala snáze kontrolovat obchodní stezka z Volchova přes blízké jezero Ilmeň (viz Jaroslavův dvorec). Ve 40. letech 11. století vznikl původně dřevěný Novgorodský dětinec s kamenným chrámem svaté Žofie, který tvoří historické jádro současného Novgorodu.
V letech 1015–1019 během války Novgorodců s Kyjevem získala městská bojarská aristokracie silné postavení, srovnatelné s postavením knížete. Toto dvojvládí bylo ukončeno povstáním bojarů v roce 1136 a vznikem bojarské republiky, která se udržela až do roku 1478, kdy byl Novgorod podřízen Moskvě.
Roku 1570 utrpělo město těžkou ránu: opričníci v čele s Ivanem IV. Hrozným brutálně povraždili 2000 zdejších obyvatel, především bojarů. V letech 1611–1617 bylo město vyčerpáno švédskou okupací. Během novověku tak Novgorod postupně ztrácel pozici jednoho z hlavních center východní Evropy; ze třetího největšího města ruské říše se postupně stal sídlem gubernie (1727); zastíněn slávou nově budovaného Petrohradu se již nezbavil provinčního rázu. Od roku 1944 zde sídlí Novgorodská oblast.
Město bylo těžce poničeno během druhé světové války. Poválečnou obnovou městského centra byl pověřen architekt Alexej Ščusev. Roku 1992 byly Historické památky Novgorodu a okolí zapsány na seznam světového dědictví UNESCO.
11. června 1999 podepsal ruský prezident Boris Jelcin federální zákon O přejmenování města Novgorodu, administrativního centra Novgorodské oblasti, na Veliký Novgorod. Městu se tak částečně vrátilo jeho historické jméno z období Novgorodské republiky (do roku 1478), kdy neslo název Pan Veliký Novgorod (rusky Господин Великий Новгород). Hlavním důvodem bylo odlišení od Nižního Novgorodu.

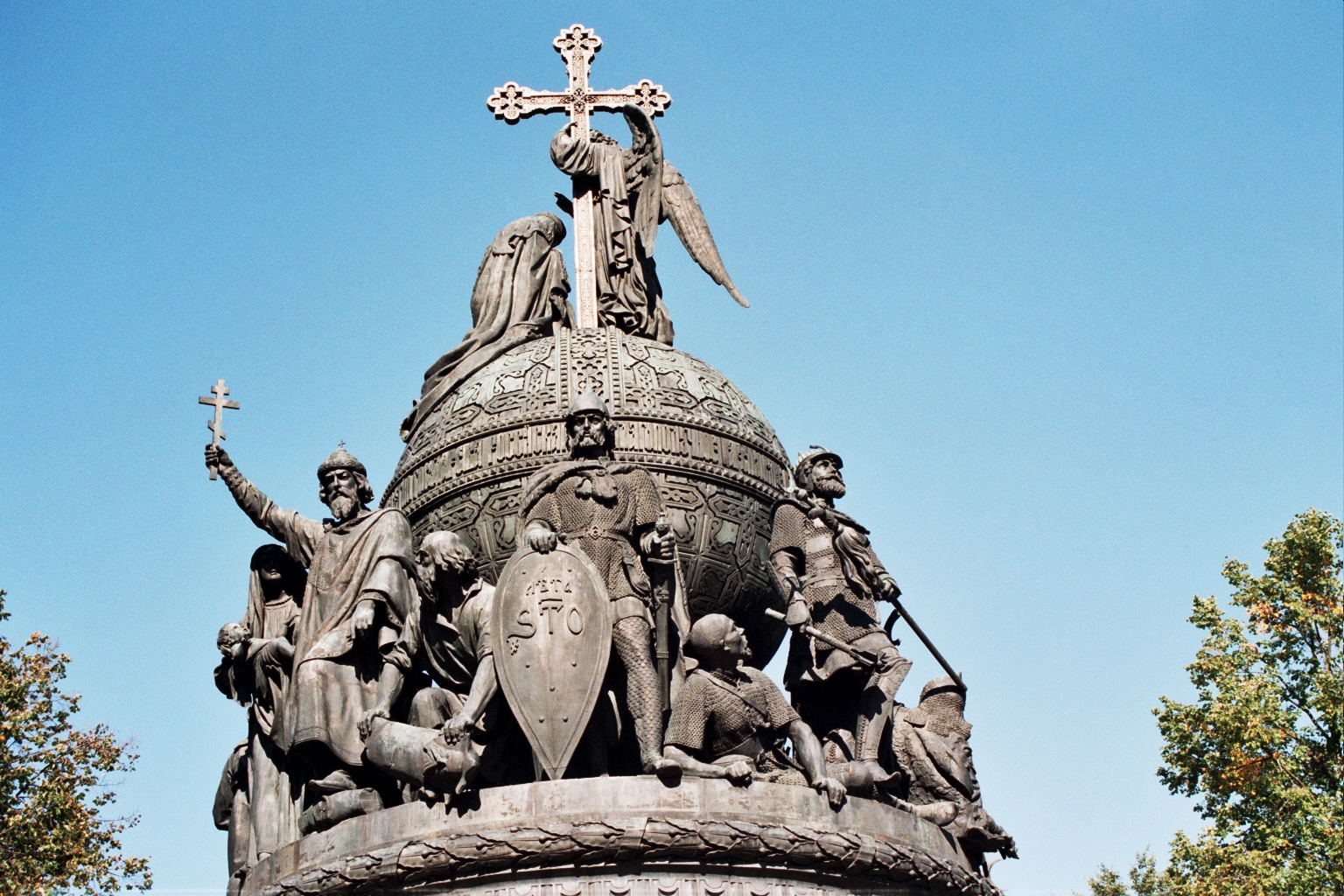
Památník Tisíciletí Rusi

## Současnost
Dnes je Novgorod relativně prosperujícím městem a jedním z větších center turistického ruchu v Rusku. Sídlí zde několik muzeí a kulturních institucí, nejvýznamnější školou je univerzita Jaroslava Moudrého. Ve městě sídlí chemický kombinát Akron, metalurgické a strojírenské závody.
Novgorod leží mimo hlavní železniční tahy, spojení s Moskvou (530 km) a především s Petrohradem (180 km) tedy zajišťuje zejména federální dálnice M10. Dálkové vlaky kromě Moskvy a Petrohradu míří do Minsku a Murmansku, místní pak do Lugy, Pskova, Čudova a Malé Višery. V roce 1995 byla v Novgorodě zprovozněna síť trolejbusové dopravy (5 linek); stala se tak první sítí, kterou se podařilo dokončit po rozpadu Sovětského svazu.

## Partnerská města
- Bielefeld, Německo
- C'-po, Čína
- Cleveland Heights, USA
- Ivano-Frankivsk, Ukrajina
- Moss, Norsko
- Nanterre, Francie
- Rochester, Spojené státy americké
- Štrasburk, Francie
- Uusikaupunki, Finsko
- Valga, Estonsko
- Watford, Spojené království

## Slavní rodáci
- Anikej Fjodorovič Stroganov (1488–1570) – ruský podnikatel, zakladatel rodu Stroganovovů